# Amata gelatina
Amata gelatina là một loài bướm đêm thuộc phân họ Arctiinae, họ Erebidae.